# Utivarachna kinabaluensis
Utivarachna kinabaluensis là một loài nhện trong họ Trachelidae.
Loài này thuộc chi Utivarachna. Utivarachna kinabaluensis được Christa L. Deeleman-Reinhold miêu tả năm 2001.